# Zaborowo (Rawicz)
Pour les articles homonymes, voir Zaborowo.
Zaborowo (prononciation : [zabɔˈrɔvɔ]) est un village polonais de la gmina de Jutrosin dans le powiat de Rawicz de la voïvodie de Grande-Pologne dans le centre-ouest de la Pologne.
Il se situe à environ 4 kilomètres au sud de Jutrosin (siège de la gmina), à 23 kilomètres à l'est de Rawicz (siège du powiat) et à 89 kilomètres au sud de Poznań (capitale régionale).
Le village possédait une population de 68 habitants en 2014.

## Histoire
De 1975 à 1998, le village faisait partie du territoire de la voïvodie de Leszno.

Depuis 1999, Zaborowo est situé dans la voïvodie de Grande-Pologne.